# Герб Углекаменска
Герб посёлка Углекаменск Приморского края Российской Федерации. Посёлок Углекаменск входит в Партизанский городской округ.
В Государственный геральдический регистр Российской Федерации не внесён.

## Описание герба
«Герб по своему содержанию един и гармоничен: все его фигуры отражают исторические, географические, природные, археологические и социально-экономические особенности Углекаменска.
Герб Углекаменска — отличительный знак, символ поселкового самоуправления, составлен по определенным геральдическим правилам в 1990 г.

## Описание символики
- Золото — символизирует справедливость, милосердие, силу, верность, знатность, самостоятельность.
- Чёрный цвет — символ образованности, скромности, осторожности, постоянства в испытаниях, изображается пересекающимися вертикальными и горизонтальными линиями.
- Серебро — символ веры, чистоты, искренности, чистосердечности, благородства, божественной мудрости, откровенности и невинности.
- Лазурь — символ возвышенных устремлений, искренности, преданности, возрождения.

В основе герба лежит щит.
- Щит — геометрическая фигура, на которой помещаются гербовые фигуры. На гербе Углекаменска изображён так называемый французский щит — четырёхугольной формы с закруглёнными нижними углами, с заострением в средней части нижней кромки щита.

Геральдические фигуры на щите:
- Глава — почётная геральдическая фигура в виде треугольника шириной в 2/7 щита, примыкающей к верхней кромке щита. Выбрана в честь больших трудовых заслуг тружеников посёлка, внесших значительный вклад в развитие угольной промышленности региона и бывшего Советского Союза.
- Якорь — символ веры; в христианстве символ спасения и надежды, твёрдости и добродетельности. С древних времён является символом притягивания самых добрых начинаний в человеческой деятельности. Серебряный якорь в синем поле указывает на административно-территориальную принадлежность Углекаменска Приморскому краю.
- Три чёрных квадрата — символизируют угледобывающую промышленность, рассказывая всем, что посёлок в своё время обеспечивал своим промышленным потенциалом экономическую мощь СССР, а затем — России.»

Автор герба — Александр Николаевич Юрасов.